# Franz Müller (slezský politik)
Franz Müller (28. května 1836 Vidnava – 13. ledna 1915 Opava) byl rakouský politik německé národnosti ze Slezska, v 2. polovině 19. století poslanec Říšské rady.

## Biografie
Pocházel z rodiny měšťana a řezníka Franze Müllera z Vidnavy. V roce 1872 se oženil s dcerou opavského úředníka Annou Markusovou. Profesí byl právníkem. Působil jako ředitel zemského finančního ústavu Bodenkreditanstalt a Kommunalcreditanstalt. Byl prezidentem advokátní komory ve Slezsku. Do této funkce usedl v roce 1911 a setrval v ní do roku 1914. V jeho advokátní kanceláři začínal i pozdější politik a starosta Opavy Emil Rochowanski. Byl činný v Německém spolku v Opavě.
Už v 2. polovině 60. let 19. století zasedal na Slezském zemském sněmu. V roce 1867 se uvádí i jako člen zemského výboru. Zastupoval kurii venkovských obcí. Zemský sněm ho roku 1871 delegoval i do Říšské rady (celostátní parlament, volený nepřímo zemskými sněmy). Složil slib 28. prosince 1871.
Ve 2. polovině 60. let byl coby člen zemského sněmu angažován v přípravě výstavby železniční trati z Opavy do Fulneku.
Zemřel v lednu 1915.